# Orquesta Sinfónica de la Radio Nacional Polaca
Orquesta Sinfónica de la Radio Nacional Polaca es una orquesta musical polaca ubicada en Katowice.
Fue fundada en 1935.
La sede tiene dos salas de conciertos, cada una con 1.800 y 300 espectadores, el complejo de grabación y conciertos es el más grande de Polonia, optimizado para las necesidades de la música clásica, pero que también brinda la oportunidad de presentar otros géneros musicales.
La orquesta publicó más de 200 álbumes en varias compañías discográficas.
En 2022, Néstor Bayona fue nombrado director. 